# Трухоновичи (Дятловский район)
Тру́хоновичи (бел. Труханавічы) — деревня в Дятловском сельсовете Дятловского района Гродненской области Республики Беларусь. По переписи населения 2009 года в Трухоновичах проживало 69 человек.

## Этимология
Название деревни образовано от имени Трофим (Трихим — Трухин — Трухон).

## География
Трухоновичи расположены в 4 км к западу от Дятлово, 136 км от Гродно, 19 км от железнодорожной станции Новоельня.

## История
В 1624 году упоминаются в составе Вензовецкой волости во владении Сапег.
В 1880 году Трухоновичи — деревня в Пацевской волости Слонимского уезда Гродненской губернии (62 жителя).
Согласно переписи населения 1897 года в Трухоновичах насчитывалось 36 домов, проживало 190 человек.
В 1921—1939 годах Трухоновичи находились в составе межвоенной Польской Республики. В сентябре 1939 года Трухоновичи вошли в состав БССР.
В 1996 году Трухоновичи входили в состав Вензовецкого сельсовета и колхоза «Заря». В деревне насчитывалось 49 хозяйств, проживало 134 человека.
13 июля 2007 года деревня была передана из Вензовецкого в Дятловский сельсовет.